# Bevölkerungsentwicklung

Bevölkerungswachstum 2021 (Datenquelle: The World Factbook)

Bevölkerungsentwicklung in den Landkreisen und kreisfreien Städten Deutschlands von 2020 auf 2021

Bevölkerungsentwicklung beschreibt die Entwicklung der Zahl der Menschen (Einwohner) auf einer bestimmten Fläche. Sie ergibt sich zum einen aus der Differenz zwischen Geburtenrate und Sterberate (natürliche Bevölkerungsentwicklung). Hinzu kommt der Migrationssaldo. Dieser ergibt sich aus der Differenz zwischen Zu- und Abwanderungen über die Gebietsgrenze hinweg. Je nach dem Vorzeichen des Gesamtsaldos spricht man von Bevölkerungswachstum oder Bevölkerungsrückgang. Die Bevölkerungsentwicklung ist eines der zentralen Untersuchungsgebiete der Demografie.
Kennzeichnend für die Bevölkerungsentwicklung der Welt (siehe Weltbevölkerung), insbesondere die der letzten 200 Jahre, war ein hyperexponentielles Wachstum (additive Überlagerung mehrerer Exponentialverteilungen), weshalb man mitunter auch von Bevölkerungsexplosion (siehe Überbevölkerung), spricht. Seit dem Wendepunkt 1962/63 sinkt hingegen die Wachstumsrate. Der absolute Zuwachs ist relativ konstant und liegt seit 40 Jahren bei ca. 1,5 Mio. Menschen pro Woche.

## Einführung

### Demografische Grundgleichung
Die Bevölkerungsentwicklung ergibt sich auf einer geografischen Fläche
1. aus der "natürlichen" Bevölkerungsentwicklung, das heißt der Veränderungen aufgrund der Zahl der Geburten und Sterbefälle (Geburtenrate und Sterberate) und
2. aus dem Migrationssaldo, also die Differenz zwischen Zu- und Abwanderungen (Immigration und Emigration) über die Gebietsgrenzen hinweg.

Diese Werte sind Bewegungsgrößen; generell gilt: ‚Bestandsgröße des Vorjahres ± Bewegungsgröße = aktuelle Bestandsgröße‘.

### Wachstumsraten und Verdopplungszeitraum
Das Ausmaß des Bevölkerungswachstums wird als Wachstumsrate in Prozent (meist bezogen auf ein Jahr) ausgedrückt. Bei einem Wachstum von 1,14 Prozent pro Jahr – entsprechend der geschätzten globalen Wachstumsrate im Jahr 2006 – dauert es etwa 61 Jahre, bis sich die Bevölkerung verdoppelt hat – vorausgesetzt, das Wachstum bleibt die ganze Zeit über konstant auf diesem Niveau. Es ist mathematisch eine geometrische Folge. Beträgt die jährliche Wachstumsrate 2 %, verkürzt sich die Verdopplungszeit auf 35 Jahre. Bei einer Rate von 3,5 %, die in einigen Ländern erreicht bzw. überschritten wird, beträgt die Verdopplungszeit nur noch 20 Jahre (siehe auch 72er-Regel).

## Verlauf der Bevölkerungsentwicklung

### Historische Entwicklung

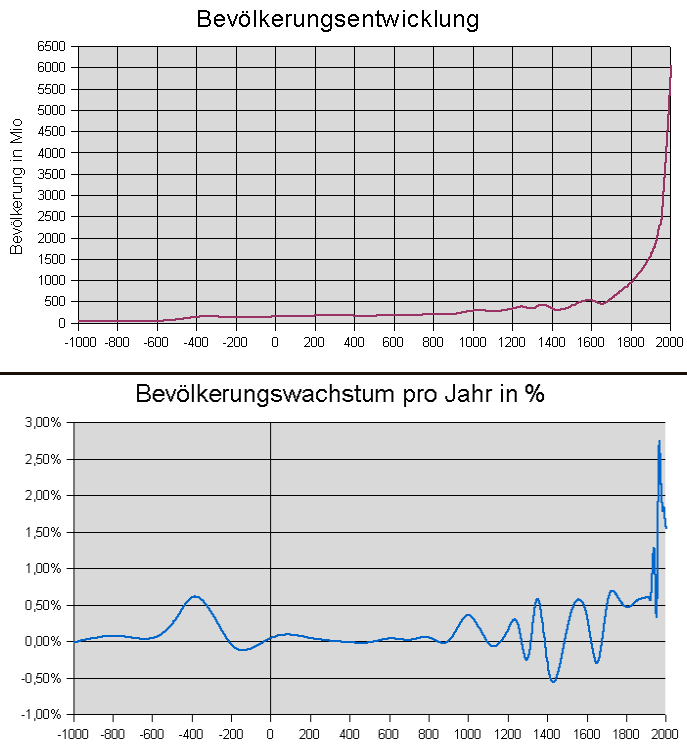
Abb. 1: die Bevölkerungsentwicklung der Welt

Der Wissenschaftler Thomas Robert Malthus untersuchte im Jahre 1798 das Verhältnis von Bevölkerungswachstum und Bodenertrag und gelangte zu der Prognose, dass der Bodenertrag nur in arithmetischer Progression (1, 2, 3, 4, 5 usw.) wachsen könne, die Bevölkerung jedoch in geometrischer Progression (1, 2, 4, 8, 16 usw.) wachse, mit der Folge von Hunger und Armut. Nicht Verbesserungen in der Produktion, sondern Geburtenkontrolle (etwa durch Enthaltsamkeit) erschien dem Pfarrer Malthus als Möglichkeit, die Armut dauerhaft zu bekämpfen. Erst John Stuart Mill stützte 1848 diese Bevölkerungslehre mit dem Gesetz vom abnehmenden Bodenertrag. Der von Mill beeinflusste Neomalthusianismus propagierte Verhütungsmittel zur Geburtenkontrolle, die Malthus noch abgelehnt hatte. Ihre statistischen Prognosen sind heute weitgehend verifiziert, wie die Bevölkerungsentwicklung zeigt.
Um die Zeitenwende gab es weniger als 200 Millionen Menschen auf der Erde, im Jahre 1650 waren es rund 500 Millionen. Im Jahr 1650 betrug die Wachstumsrate 0,3 %. Nach den starken Zuwachsraten während der Industriellen Revolution hatte sich die Bevölkerungszahl bis zum Jahr 1900 mit 1,6 Milliarden bereits mehr als verdreifacht. Damals nahm sie jährlich um 0,7 bis 0,8 % zu, was einer Verdopplungszeit von etwa 100 Jahren entspricht. Tatsächlich hatte sie sich bereits im Jahr 1965 verdoppelt (auf 3,3 Milliarden Menschen); die Wachstumsrate betrug damals 2 Prozent (Verdopplungszeitraum: 36 Jahre). Die Erdbevölkerung wuchs in Jahren, in denen sich die Wachstumsrate erhöhte, superexponentiell. Grund für diesen Verlauf war vor allem das starke Sinken der Sterberate bei einem nur langsamen Sinken der Geburtenrate. Ermöglicht wurde diese Entwicklung primär durch die beträchtlichen Ertragssteigerungen einer zunehmend technisierten Landwirtschaft, die industrielle Produktion von Stickstoffdünger und dessen Einsatz seit dem Zweiten Weltkrieg, sowie durch Erfolge der sogenannten Grünen Revolution. Ab den 1950er Jahren wurde kontrovers diskutiert, ob eine Überbevölkerung drohe. Von 1960 bis zum Jahr 2022 stieg die Weltbevölkerungszahl von 3 auf 8 Milliarden. Auffallend seit den 1950er Jahren ist dabei jedoch das starke Fallen der Geburtenrate (in den 1950er Jahren gebar eine Frau im Durchschnitt noch fünf Kinder, Ende der 1990er Jahre waren es nur noch 2,7). Infolgedessen erreichte die jährliche Wachstumsrate der Weltbevölkerung ihren höchsten Wert 1963 mit 2,27 %. Seitdem sinkt sie kontinuierlich und lag im Jahr 2020 erstmals wieder unter einem Prozent.
| Jahr   | Bevölkerung (in Mrd.) | Wachstumsrate (% pro Jahr) | Zuwachs (Mio. pro Jahr) | Alters- median |
| ------ | --------------------- | -------------------------- | ----------------------- | -------------- |
| 1950   | 2,48                  | 1,73                       | 43,3                    | 22,2           |
| 1960   | 3,00                  | 1,57                       | 47,3                    | 21,5           |
| 1970   | 3,66                  | 2,05                       | 75,6                    | 20,3           |
| 1980   | 4,40                  | 1,79                       | 79,5                    | 21,5           |
| 1990   | 5,27                  | 1,75                       | 92,8                    | 23,0           |
| 2000   | 6,11                  | 1,33                       | 81,9                    | 25,3           |
| 2010   | 6,94                  | 1,25                       | 87,3                    | 27,3           |
| 2020   | 7,80                  | 0,92                       | 71,2                    | 29,7           |
| 2030 1 | 8,51                  | 0,81                       | 68,8                    | 32,1           |
| 2040 1 | 9,16                  | 0,64                       | 59,0                    | 34,0           |
| 2050 1 | 9,69                  | 0,45                       | 44,1                    | 35,9           |

### Charakteristika

#### Demografischer Übergang

Abb. 2: 5-Phasen-Modell des Demografischen Übergangs

Beim Verlauf der Weltbevölkerung wie auch beim Verlauf der Bevölkerungszahlen einzelner Länder zeigt sich ein typischer Verlauf der Veränderung von Geburten- und Sterbeziffern und dem sich daraus ergebenden Wachstumsverlauf. Dieses Modell wird Demografischer Übergang genannt und verläuft in fünf Phasen, wie Abbildung 2 verdeutlicht:
1. Phase: In der Anfangsphase ist die Geburten- wie die Sterberate hoch, die Wachstumsrate der Bevölkerung ist dabei relativ niedrig und konstant.
2. Phase: Verbessern sich Ernährung, Hygiene und medizinische Versorgung, fällt zunächst die Sterberate. Die Geburtenrate ist jedoch noch ein oder zwei Generationen weiterhin konstant hoch, wodurch die Spanne zwischen Geburten- und Sterberate stark zunimmt, was wiederum insgesamt zu einer starken Zunahme der Wachstumsrate führt.
3. Phase: Durch die Verbesserung der Lebensweise und Änderung der Lebensgewohnheiten fallen schließlich die Geburtenraten, wie dies typischerweise in Industriegesellschaften der Fall ist. Dadurch wird die Spanne wieder kleiner, und das Bevölkerungswachstum verlangsamt sich.
4. Phase: Die Sterberate hat ein konstant niedriges Niveau erreicht und lässt sich kaum noch senken. Währenddessen sinkt die Geburtenrate weiter, was zu einem weiteren Sinken der Wachstumsrate führt.
5. Phase: Geburten- und Sterberate haben sich auf einem konstant niedrigen Niveau eingependelt, die Wachstumsrate ist wieder so konstant wie in Phase 1.

Des Weiteren kann es zu der Entwicklung kommen, dass die Geburtenrate niedriger als die Sterberate ist, wodurch es unter Umständen zu einer negativen Zuwachsrate kommen kann, d. h. die Bevölkerung nähme insgesamt ab.
Ein Sinken der Wachstumsrate bedeutet nicht, dass die Einwohnerzahl abnimmt, sondern nur, dass sie weniger stark zunimmt.

#### Regionale Unterschiede

Abb. 3: Wachstumsraten der Bevölkerung in den einzelnen Staaten der Welt (Schätzung für das Jahr 2007)

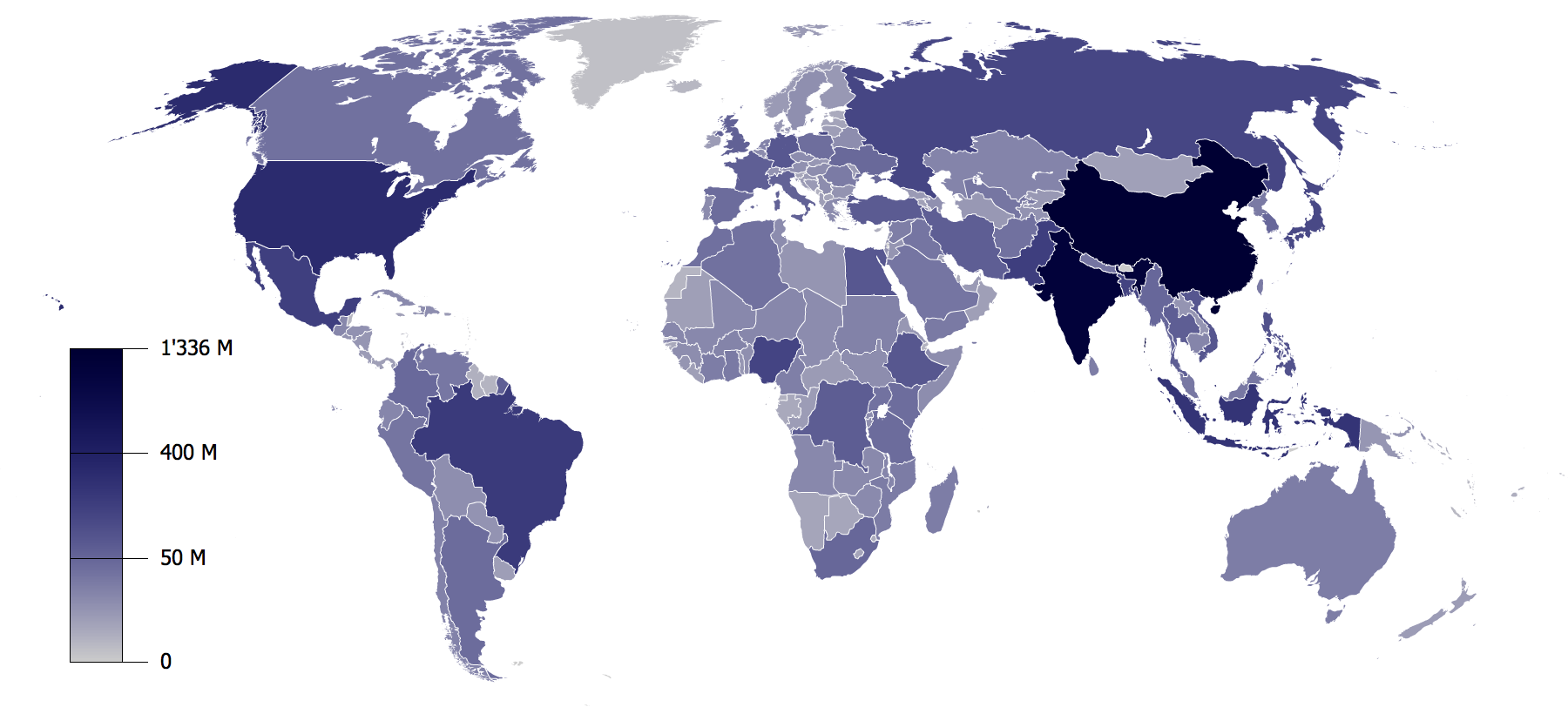
Abb. 4: Übersicht über die Staaten der Welt und ihre Bevölkerungszahlen

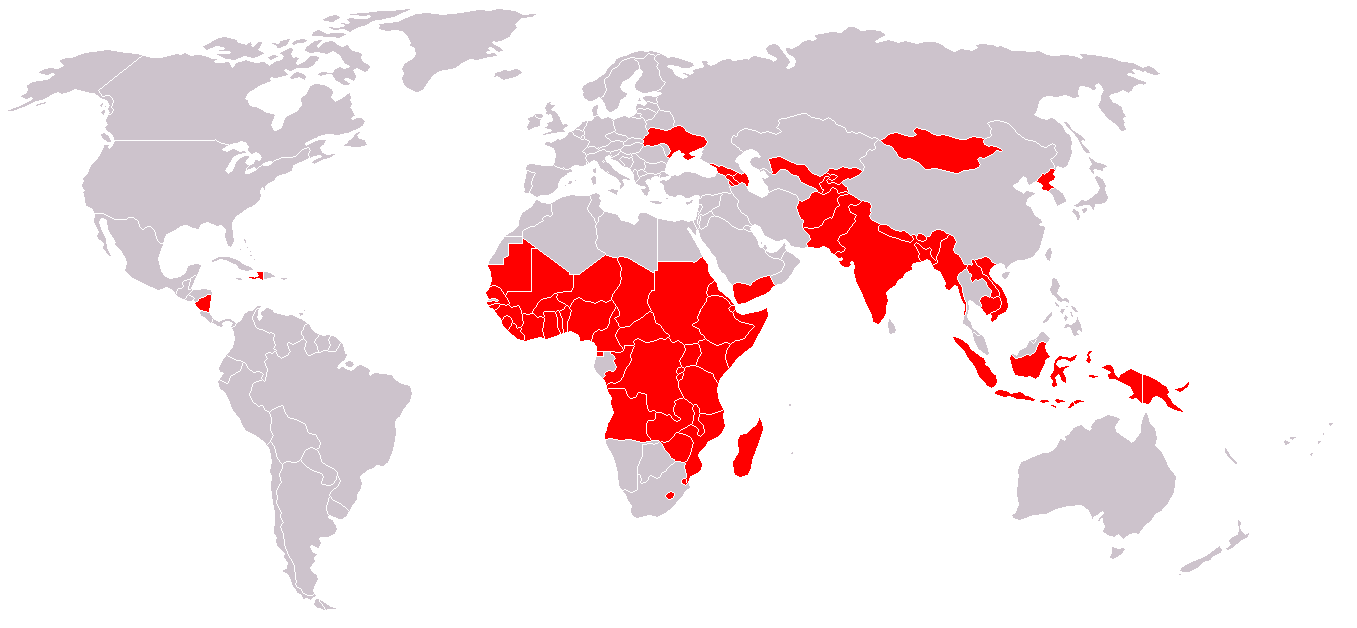
Abb. 5: zum Vergleich, die ärmsten Staaten der Welt

Das Bevölkerungswachstum in der Welt weist bedeutende Unterschiede auf (vgl. Abbildung 3). Insbesondere muss man unterscheiden zwischen den Entwicklungs- und den Industrieländern. Die folgenden Tabellen 2 und 3 zeigen die Zahlenwerte der zehn einwohnerstärksten Entwicklungs- bzw. Schwellenländer und der vier einwohnerstärksten Industrieländer. Die absoluten Zuwachszahlen der Entwicklungsländer pro Jahr sind hoch, sind allerdings rückläufig. Vergleicht man die Abbildungen 3 und 5 miteinander, erkennt man, dass die ärmsten Staaten der Welt auch die höchsten Wachstumsraten haben (demografisch-ökonomisches Paradoxon). Dies betrifft in erster Linie Afrika südlich der Sahara, Pakistan, Bangladesch, Indonesien und die Philippinen. Die vier letztgenannten gehören gleichzeitig schon heute zu den zehn einwohnerstärksten Ländern der Welt, wie Tabelle 2 zeigt. China bildet als bevölkerungsreichstes Land der Erde aufgrund seiner Ein-Kind-Politik einen Sonderfall. Die Wachstumsrate liegt deswegen für ein Entwicklungsland relativ niedrig, das absolute Wachstum beträgt jedoch immer noch knapp sieben Millionen pro Jahr.
| Staat (Name)        | Bevölkerungszahl (in Mio.) | Wachstumsrate (in %) | Fruchtbarkeit (Geburten pro Frau) | Zuwachs (Mio. pro Jahr) |
| ------------------- | -------------------------- | -------------------- | --------------------------------- | ----------------------- |
| Äthiopien           | 95,9                       | 2,1                  | 4,1                               | 2,0                     |
| Bangladesch         | 158,5                      | 1,5                  | 2,2                               | 2,4                     |
| Brasilien           | 202,8                      | 0,9                  | 1,8                               | 2,4                     |
| Volksrepublik China | 1364,1                     | 0,5                  | 1,6                               | 6,8                     |
| Indien              | 1296,2                     | 1,5                  | 2,4                               | 19,4                    |
| Indonesien          | 251,5                      | 1,4                  | 2,6                               | 3,5                     |
| Mexiko              | 119,7                      | 1,4                  | 2,2                               | 1,7                     |
| Nigeria             | 177,5                      | 2,5                  | 5,6                               | 4,4                     |
| Pakistan            | 194,0                      | 2,0                  | 3,8                               | 3,9                     |
| Philippinen         | 100,1                      | 1,8                  | 3,0                               | 1,8                     |

| Staat (Name)       | Bevölkerungszahl (in Mio.) | Wachstumsrate (in %) | Fruchtbarkeit (Geburten pro Frau) | Zuwachs (Mio. pro Jahr) |
| ------------------ | -------------------------- | -------------------- | --------------------------------- | ----------------------- |
| Deutschland        | 82,79                      | 0,4                  | 1,5                               | 0,05                    |
| Japan              | 127,1                      | −0,2                 | 1,4                               | −0,3                    |
| Russland           | 143,7                      | 0                    | 1,7                               | 0                       |
| Vereinigte Staaten | 317,7                      | 00,4                 | 1,9                               | 1,3                     |

#### Urbanisierung

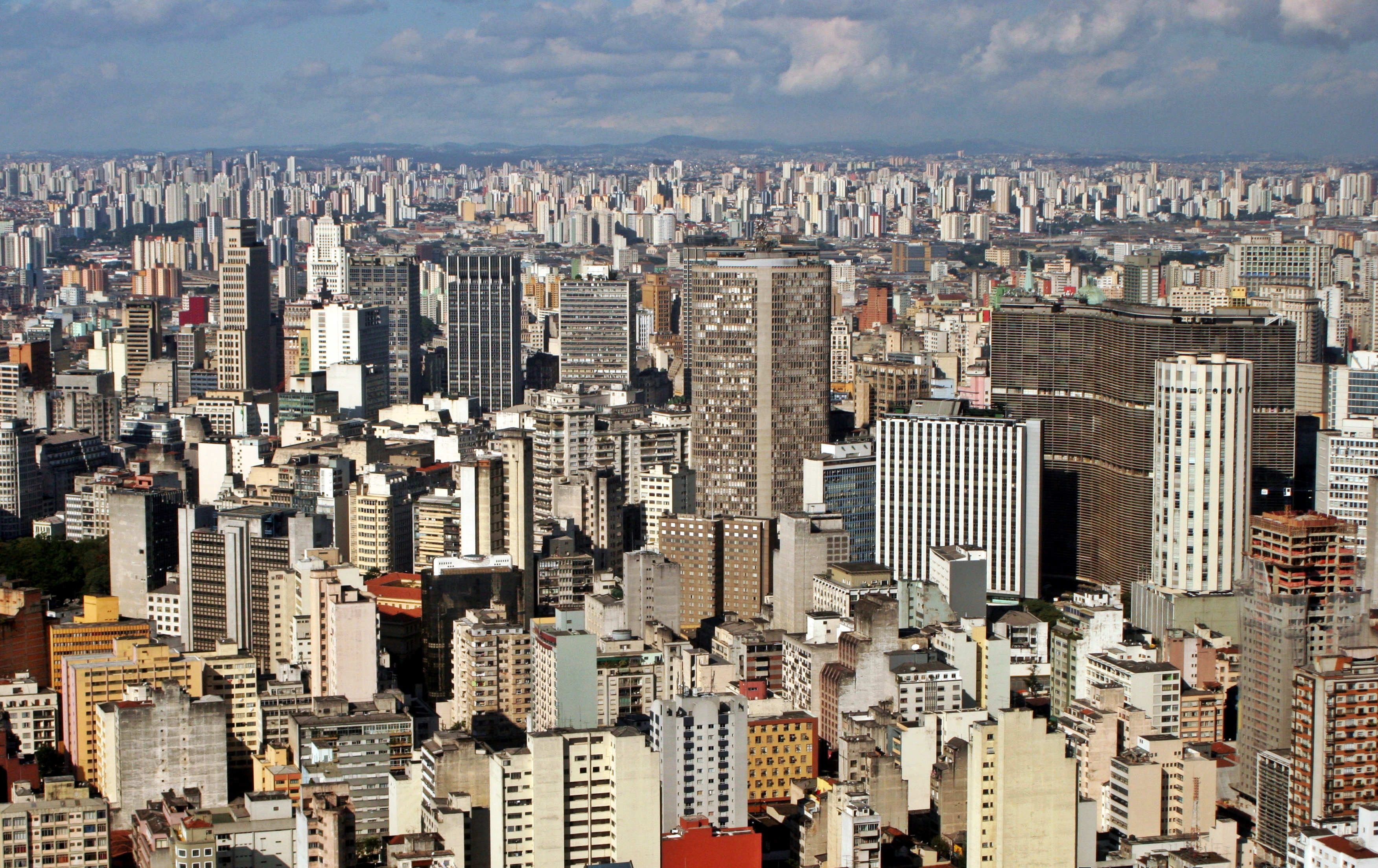
Abb. 6: Bebauung von São Paulo, Brasilien

Die Weltbevölkerung wächst vorwiegend in den Städten der Entwicklungsländer. 1975 lebten etwa 37 % der Weltbevölkerung in Städten, im Jahr 2009 waren es erstmals mit 3,3 Milliarden mehr als 50 %. Bis 2030 wird sich diese Zahl voraussichtlich auf rund fünf Milliarden erhöhen. In Asien, Afrika und Lateinamerika wird sich die städtische Bevölkerung dann innerhalb von 30 Jahren verdoppelt haben: in Asien von 1,36 auf 2,59 Milliarden, in Afrika von 294 auf 761 Millionen und in Lateinamerika und der Karibik von 394 auf 585 Millionen.
Ein Merkmal ist dabei das Entstehen von Megastädten mit mehr als zehn Millionen Einwohnern. Waren es im Jahr 1975 nur fünf an der Zahl, waren es im Jahr 2014 bereits 28 und werden es im Jahr 2030 voraussichtlich 41 sein, davon die überwiegende Mehrzahl in Asien und Lateinamerika. Insgesamt wächst die städtische Bevölkerung derzeit um etwa 60 Millionen jährlich.
Nachfolgende Tabelle 4 zeigt die Einwohnerentwicklung heutiger Megastädte zwischen 1955 und 2005. Besonders extrem ist dabei die Entwicklung von Städten in Schwellen- und Entwicklungsländern wie São Paulo (Brasilien), Mumbai, Delhi und Kolkata (Indien), Karatschi (Pakistan), deren Einwohnerzahlen sich in 50 Jahren mindestens verdreifachten, zum Teil sogar verfünfzehnfachten. Die Einwohnerzahl Dhakas verdreißigfachte sich gar.
| Stadt                               | Land                | 1955 | 1965 | 1975 | 1985 | 1995 | 2005 | 2014 | 2030 (Schätzung) |
| ----------------------------------- | ------------------- | ---- | ---- | ---- | ---- | ---- | ---- | ---- | ---------------- |
| Tokio (Metropolregion)              | Japan               | 13,7 | 20,3 | 26,6 | 30,3 | 33,6 | 35,6 | 37,8 | 37,2             |
| Mexiko-Stadt                        | Mexiko              | 3,8  | 6,7  | 10,7 | 14,1 | 16,8 | 18,7 | 20,8 | 23,9             |
| Istanbul                            | Türkei              | 1,2  | 1,7  | 2,5  | 5,4  | 8,2  | 9,7  | 14,0 | 16,7             |
| New York City (Metropolregion)      | Vereinigte Staaten  | 13,2 | 15,1 | 15,9 | 15,8 | 16,9 | 18,7 | 18,6 | 19,9             |
| São Paulo                           | Brasilien           | 3,0  | 5,5  | 9,6  | 13,4 | 15,9 | 18,7 | 20,8 | 23,4             |
| Mumbai (Bombay)                     | Indien              | 3,4  | 4,9  | 7,1  | 10,3 | 14,1 | 18,2 | 20,7 | 27,8             |
| Delhi                               | Indien              | 1,8  | 2,8  | 4,4  | 6,8  | 10,0 | 19,5 | 25,0 | 36,0             |
| Shanghai                            | Volksrepublik China | 6,3  | 6,8  | 7,3  | 7,9  | 10,4 | 15,2 | 20,8 | 30,8             |
| Kalkutta                            | Indien              | 5,1  | 6,3  | 7,9  | 9,9  | 11,9 | 14,3 | 14,8 | 19,1             |
| Buenos Aires                        | Argentinien         | 5,8  | 7,3  | 8,7  | 9,9  | 11,2 | 12,6 | 15,0 | 17,0             |
| Dhaka                               | Bangladesch         | 0,4  | 0,8  | 2,2  | 4,7  | 8,3  | 12,6 | 17,0 | 27,4             |
| Los Angeles (-Long Beach-Santa Ana) | Vereinigte Staaten  | 5,2  | 7,4  | 8,9  | 10,2 | 11,3 | 12,3 | 12,3 | 13,3             |
| Karatschi                           | Pakistan            | 1,4  | 2,4  | 4,0  | 6,0  | 8,5  | 11,6 | 16,1 | 24,8             |
| Rio de Janeiro                      | Brasilien           | 3,6  | 5,4  | 7,6  | 9,1  | 10,2 | 11,4 | 12,8 | 14,2             |
| Kairo                               | Ägypten             | 3,0  | 4,7  | 6,5  | 8,3  | 9,7  | 10,6 | 18,4 | 24,5             |
| Peking (Beijing)                    | Volksrepublik China | 4,6  | 5,3  | 6,0  | 6,9  | 8,5  | 11,5 | 19,5 | 27,7             |
| Osaka-Kobe                          | Japan               | 5,1  | 7,7  | 9,8  | 10,4 | 11,1 | 11,3 | 20,1 | 20,0             |
| Manila                              | Philippinen         | 1,9  | 2,8  | 5,0  | 6,9  | 9,4  | 10,8 | 12,8 | 16,8             |
| Moskau                              | Russland            | 5,8  | 6,6  | 7,6  | 8,6  | 9,2  | 10,4 | 12,1 | 12,2             |
| Paris                               | Frankreich          | 6,8  | 8,0  | 8,6  | 9,0  | 9,5  | 10,1 | 10,8 | 11,8             |

## Öffentlicher Diskurs
Robert Engelman, der Präsident des Worldwatch Institute, stellte 2013 fest, dass das Anwachsen der Weltbevölkerung in den letzten Jahrzehnten im öffentlichen Diskurs und der Regierungspolitik kaum vorkam.
Zwar würden Vertreter einer pro-aktiven Bevölkerungspolitik seit langem darauf verweisen, dass die Ressourcen des Planeten Erde begrenzt seien und so, wenn kein Ende des Wachstums der Weltbevölkerung eintrete, Krankheiten, Hunger und bewaffnete Konflikte zu immer mehr Todesopfern führen würden. Staatschefs der Welt hätten aber eine unausgesprochene Vereinbarung, dieses Thema nicht zu erwähnen, da es zu sensibel sei. Man fürchte, ärmere und bevölkerungsreichere Staaten und religiöse Gruppierungen wie die katholische Kirche (deren Einfluss auf die philippinische Gesetzgebung zum Thema Verhütung als Beispiel dafür angeführt wird) zu verärgern, die dann ihrerseits argumentieren würden, dass der viel höhere Ressourcenverbrauch der Reichen eine größere Bedrohung als die hohen Geburtenraten sei.